# Paraponera
Paraponera — рід мурашок, єдиний у підродині Paraponerinae. Містить 2 види — один сучасний та один викопний.

## Поширення
Представники роду поширені у низинних дощових лісах Центральної та Південної Америки від Гондурасу до Парагваю.

## Види
- Paraponera clavata (Fabricius, 1775) — сучасний вид;
- †Paraponera dieteri Baroni Urbani, 1994 — знайдений у домініканському бурштині; датується раннім міоценом (16-19 млн років тому)[4].